# Гай Юлий Солин
Гай Юлий Соли́н (лат. Gaius Julius Solinus; III век) — римский писатель.
Автор популярного произведения «О достойном памяти» («Собрание достойных упоминания вещей», лат. «Collectanea rerum memorabilium»). Это труд в области географии, главным образом основанный на географических произведениях Помпония Мелы и несохранившихся трудах Светония. Солин переписывал из своих источников отрывки текста, выбирая прежде всего различные диковины.
Цель автора — дать занимательное чтение образованной публике, поэтому его внимание обращено на разного рода раритеты и курьёзы среди людей, животных, растений и минералов. Солин описывает Италию, Геллеспонт и Понт, Германию, Галлию, Британию, Испанию, Африку, Малую Азию и Индию.
У Солина впервые появляется термин Средиземное море (лат. Mare Mediterraneum). В работе присутствует множество ошибок. Это произведение пользовалось огромной популярностью на закате античности и в Средние века. Ссылки на Солина встречаются в сочинениях Сервия, Августина, Марциана Капеллы, Присциана, Исидора и др.

## Издания и переводы
- CAII JULII SOLINI DE MIRABILIBUS MUNDI // The Latin Library (латинские тексты по изданиям C.L.F. Panckoucke edition (Paris 1847), Mommsen 1st edition (1864), Mommsen 2nd edition (1895))
- Латинский текст и французский перевод (1847): Caius Julius Solin: Polyhistor. Traduit par M. A. Agnant

Русские переводы отрывков:
- Сведения о Скифии и Кавказе // Вестн. древ. истории. — 1949. — № 3. — С. 240—248.
- Гай Юлий Солин. Собрание достопамятных сведений: [Выдержки] / Пер. и коммент. И. И. Маханькова // Знание за пределами науки. — М., 1996. — С. 198—229.